# La terra (romanzo)
La terra (La terre) è un romanzo dello scrittore francese Émile Zola, pubblicato nel 1887 ed è il quindicesimo appartenente al ciclo de I Rougon-Macquart.
La vicenda si svolge a Rognes, città di Beauce ispirata al villaggio di Romilly-sur-Aigre e il protagonista del romanzo è Jean Macquart, figlio di Antoine Macquart e di Joséphine Gévaudan, uno dei pochi membri del ramo Macquart libero da ogni tara. Jean lo troviamo già nel romanzo La fortuna dei Rougon dove viene raccontata la sua infanzia e poi nella Disfatta e ancora nel Dottor Pascal. 
"La terra" descrive la disintegrazione di una famiglia di lavoratori agricoli durante il Secondo Impero francese, negli anni immediatamente precedenti lo scoppio della guerra franco-prussiana del 1870  ed offre una vivida descrizione delle difficoltà e della brutalità della vita rurale nel tardo XIX secolo.

## Trama
La vicenda del romanzo si svolge negli ultimi anni del Secondo Impero. 
Il protagonista è Jean Macquart, un lavoratore agricolo che è giunto a Rognes, un piccolo villaggio della regione rurale Beauce, dove lavora come operaio giornaliero.
Egli comincia a corteggiare una ragazza locale, Françoise Mouche, che vive nel villaggio con la sorella Lise che è sposata con Buteau, un giovane del villaggio che è attratto da entrambe le sorelle.
Il padre di Buteau, l'anziano agricoltore Fouan, ha deciso di firmare un contratto noto come "donation entre vifs" ("dono tra persone viventi"), con cui i suoi tre figli, Fanny Delhomme (sposata con un rispettato agricoltore), Hyacinthe (un bracconiere  perdigiorno detto "Gesù Cristo" ) e Buteau, erediteranno prima della morte del padre con l'impegno di pagare in cambio una pensione ai loro genitori. 
I beni sono ripartiti in misura accuratamente uguale tra i tre figli come detta il codice civile del 1804.
Non appena il contratto è firmato, Buteau comincia però a risentire della pensione e rapidamente si rifiuta di pagare.
Buteau  intanto inizia una campagna di avances sessuali nei confronti di Françoise, sorella di Lise, che cerca di respingerlo.
Nel frattempo Françoise e Jean si sono sposati e Françoise non può più rimanere sotto lo stesso tetto dove vive anche Buteau, le cui profferte sessuali sono sempre più persistenti e Lise, gelosa di Françoise, l'accusa di comportarsi in modo volutamente provocatorio. 
Françoise, che ora è incinta di un figlio di Jean, decide di andarsene ma chiede a Buteau e a Lise la sua parte di casa, cosa che la coppia non può permettersi di fare.
La situazione peggiora fino a quando, in una scena scioccante, Buteau e Lise aggrediscono Françoise mentre è sola in un campo al momento del raccolto. Lise trattiene la sorella mentre Buteau la violenta, e poi la spinge su una falce, ferendola nel ventre e uccidendo il bambino non ancora nato.
Dopo il crimine commesso i due fuggono dalla scena. Quando Françoise viene trovata in fin di vita è ancora cosciente e per orgoglio nei confronti della famiglia si rifiuta di fare il nome di Lise e Buteau e, dopo aver  sostenuto che il suo infortunio è stato il risultato di un incidente, muore poco dopo. 
Intanto i due avidi Buteau e Lise, tornati a casa, iniziano a rivolgere la loro attenzione a Fouan, la cui ostinazione a rimanere in vita è diventata per loro motivo di grave difficoltà finanziaria.  Una notte, mentre Fouan è addormentato, rubano nella sua camera da letto e tentano di soffocarlo ma, constatato che è ancora vivo, gli danno fuoco organizzando la scena per farla apparire un incidente (la loro storia è accettata dalla comunità locale).  Buteau e Lise rifiutano intanto di pagare a Jean i soldi della quote di Françoise per la casa di famiglia come sarebbe il suo pieno diritto.
Inorridito dai sospetti per quanto riguarda sia la morte di sua moglie e di Fouan e per la crudeltà di coloro che lo circondano, Jean ritorna al suo errare, e lascia la regione per il bene.
Mentre se ne va passa davanti ai tumuli appena scavati di Françoise e Fouan e il grano maturo nei campi di raccolta.

## Personaggi principali
- Badeuil, Charles - marito di Laure Fouan, andò a vivere a Chartres e iniziò  la strada del commercio senza molto successo. Ossessionato dal desiderio di una rapida fortuna, ha acquistato una casa di prostituzione, che era caduta in una pessima reputazione a causa della cattiva amministrazione.

- Badeuil, Madame Laure - moglie di Charles, era la figlia più giovane di Joseph Casimir Fouan. Era la sorella Marianne Fouan, di Padre Fouan, e di Michel Fouan, noto come Mouche. Quando le proprietà di suo padre venne divisa, non ottenne la terra, ma un indennizzo in denaro. Dopo che lei e suo marito acquistarono la casa di prostituzione a Chartres, ella collaborò abilmente alla sua gestione.

- Badeuil, Estelle - figlia di Charles e Madame Badeuil, venne educata dalle Suore della Visitazione a Chateaudun, ed a diciotto anni si sposò con Hector Vaucogne, dal quale ebbe una figlia, Elodie.

- Bécu - guardiacaccia e campanaro di Rognes, era un uomo di cinquanta anni di età che aveva trascorso molto tempo sotto le armi. Era un bonapartista convinto e raccontava, fingendo, di aver incontrato l'imperatore. Era un grande ubriacone ed era in rapporti amichevoli con Hyacinthe Fouan.

- Bouteroue, Hilarion - secondo figlio di Vincent Bouteroue e nipote di Marianne Fouan (La Grande). Hilarion, che era di intelletto debole, venne curato fin dall'infanzia dalla sorella Palmyre.

- Bouteroue, Palmyre - sorella di Hilarion, lavorò come una schiava per sostenere suo fratello e morì, completamente logorata dalla fatica e dal travaglio, all'età di trentacinque anni.

- Buteau - secondo figlio di Père Fouan, fratello di Hyacinthe (detto "Gesù Cristo") e di Fanny Delhomme, cugina e marito di Lise Mouche, padre di Jules e Laure. Egli può  considerarsi un vero figlio della terra, non sapendo nulla del mondo al di là del distretto in cui era nato e in possesso di quella passione feroce per la terra che è la caratteristica di tanti contadini.

- Chedeville, De - deputato di "Eure-et-Loir" sotto l'Impero. Era ormai vecchio ma aveva prosperato durante il regno di Luigi Filippo di Francia. La sua carriera politica venne stroncata da uno scandalo avvenuto alle Tuileries  per cui venne sconfitto da Rochefontaine che venne nominato dal governo come candidato ufficiale.

- Cognet, Jacqueline - figlia di Cognet, detta La Cognet.  Andò a La Borderie all'età di dodici anni e in poco tempo si fece molti amanti. Fece la sua fortuna resistendo ad Alexandre Hourdequin per sei mesi e, quando alla fine divenne la sua amante, ottenne una posizione sicura.

- Delhomme - era il genero di Père Fouan, la cui figlia aveva sposato Fanny. Era proprietario di una piccola fattoria che  seppe sfruttare molto bene tanto da diventare uno dei più ricchi proprietari terrieri di Rognes.

- Delhomme, Madame -  conosciuta anche come Fanny Fouan era la moglie di Delhomme ed aveva la mania della pulizia della casa.

- Fouan, Hyacinthe - noto anche come "Gesù Cristo", era il figlio maggiore di Père Fouan e Rose Maliveme. Egli era un fannullone e un alcolizzato che, dopo aver lasciato l'esercito in Africa, aveva preso a vagare nei campi rifiutandosi di fare qualsiasi lavoro regolare, vivendo di furti e di bracconaggio, come se fosse ancora in una nazione di beduini in preda ai saccheggi.

- Fouan, Joseph Casimir - il padre di Marianne, Louis Michel e Laure. Nato nel 1766, apparteneva a una famiglia di proprietari terrieri che per secoli avevano posseduto proprietà, in quantità variabili, nel quartiere di Rognes. Essi furono inizialmente servi della famiglia Roques-Bouqucval ma a poco a poco acquisirono la loro terra fino a quando, giunta la rivoluzione del 1789, Joseph Casimir era  ormai diventato proprietario di ventuno ettari di terreno. Quando nel 1793 il resto della proprietà venne dichiarata proprietà nazionale e venduta in lotti all'asta, egli si dimostrò troppo timido per acquistare ed ebbe il dispiacere di vedere "La Borderie" venduta a Isidoro Hourdequin, un cittadino di Chateaudun, per un quinto del suo valore. Quando divenne vecchio divise i suoi ventuno ettari fra tre dei suoi familiari, Marianne, Louis e Michel e diede una somma di denaro corrispondente alla giovane figlia Laure, che era stata allevata come sarta ed era in servizio a Chateaudun.

- Fouan, Laure - figlia minore di Joseph Casimir.

- Fouan, Louis  - conosciuto come Père Fouan, era il figlio di Joseph Casimir Fouan, e sposò Rose Maliverne, dalla quale ebbe tre figli, Hyacinthe, Buteau e Fanny. Egli ricevette sette ettari di terreno da suo padre e sua moglie portò in dote dodici ettari di più. Coltivò questa terra molto bene dimostrando una passione per la terra in quanto tale, tanto da raggiungere la frenesia. L'amore maggiore va quindi alla terra mentre verso la moglie e i figli dimostrava un forte dispotismo e molta durezza. A settanta anni di età era ancora in buona salute ma le sue membra non reggevano più alla fatica di una volta, così, se pur a malincuore, decise di dividere la terra tra i suoi figli. Egli mantenne la sua casa e il giardino, dove si era ritirato con sua moglie, mentre la sua famiglia si era impegnata a pagargli un affitto per la terra a loro consegnata. In questo modo, con un bel gruzzolo di trecento franchi all'anno, i due anziani erano in grado di vivere comodamente.

- Fouan, Madame Rose - moglie di Père Fouan e madre di Hyacinthe, Buteau  e Fanny. Ella lavorò sempre sodo presso l'azienda, arrivando per prima e andando a letto per ultima.

- Fouan, Olympe, così conosciuta a La Trouille - figlia di Hyacinthe. Sua madre, che era una vagabonda, scappò quando la bambina aveva tre anni, lasciandola crescere come meglio poteva. Era appassionata di oche e ne possedeva molte.

- Grande, La - figlia maggiore di Joshep Casimir Fouan, e sorella di Père Fouan, Michel Mouche e Laure Badeuil.

- Hourdequin, Alexandre - nato nel 1804, è stato l'unico figlio di Isidore Hourdequin. Studiò presso il collegio di Chateaudun compiendo però pochi progressi perché il suo unico interesse era per l'agricoltura, per la quale provava una passione assoluta. Alla morte del padre, divenne il capo di "La Borderie", che coltivò basandosi sui principi più recente di agricoltura e investendo ingenti somme su di essa. Sposò una sorella di Bailliehache, il notaio, che gli portò in dote una somma considerevole, che investì nella terra.  La moglie morì dopo pochi anni, lasciandolo con due figli, un figlio di nome Leon, che divenne soldato, e una figlia che morì in giovane età. Malgrado queste disgrazie egli seppe conservare tutta la sua passione per la terra, e in essa investì tutta la sua fortuna ottenendo poco in cambio. Si legò in seguito a Jacqueline Cognet che a poco a poco acquisì su di lui completa influenza.

- Hourdequin, Leon - figlio di Alexandre Hourdequin. Aveva un odio intenso verso la terra; divenne soldato, e fu promosso in seguito capitano dopo Solferino. Tornava a casa non più di una volta all'anno ed era molto seccato del legame tra il padre e Jacqueline Cognet.

- Lengaigne -  commerciante di tabacco e oste a Rognes. Mentre la moglie pesava il tabacco egli coltivava un piccolo pezzo di terra. Ha una moglie, una figlia di nome Suzanne e un figlio di nome Victor.

- Macquart, Jean -  nato nel 1811, figlio di Antoine Macquart, era apprendista presso un falegname.

## Edizioni italiane
- trad. di G. Palma, Tip. Della Tribuna, 1887; Fratelli Treves, Milano 1892
- trad. di Edmondo Corradi, Voghera, Roma 1889
- trad. di Carlo Villa, Giachini, Milano 1953
- trad. di Silvia Spellanzon, prefazione di Tommaso Giglio, Cooperativa del Libro Popolare, Milano 1954
- trad. di Carlo Saveri, Editori Riuniti, Roma 1958
- trad. di Giuseppe Aglialoro, presentazione di Corrado Barberis, Edagricole, Bologna 1965